# Waldemar Świrgoń
Waldemar Jerzy Świrgoń (ur. 15 września 1953, zm. 14 września 2008) – polski dziennikarz, działacz partyjny, najmłodszy w historii sekretarz KC PZPR (1982–1986).

## Działalność publiczna
Ukończył studia na Wydziale Dziennikarstwa i Nauk Politycznych Uniwersytetu Warszawskiego. Od 3 grudnia 1980 do 7 lutego 1983 był przewodniczącym Związku Młodzieży Wiejskiej. W 1982 wszedł w skład Społecznego Komitetu Budowy Pomnika Wincentego Witosa w Warszawie, który został odsłonięty w 1985. W październiku 1982 – mając 29 lat – został wybrany sekretarzem KC PZPR. W lipcu 1986 podczas X Zjazdu PZPR uzyskał w głosowaniu zbyt małą liczbę głosów poparcia i w efekcie złożył rezygnację. Następnie został redaktorem naczelnym pisma „Chłopska Droga” i pozostał na tym stanowisku do końca życia. W 1983, z racji zasiadania w ścisłym kierownictwie PZPR, otrzymał bułgarski jubileuszowy Medal 100 Rocznicy Urodzin Georgi Dymitrowa. 2 września 1982 na mocy decyzji Biura Politycznego KC PZPR wszedł w skład Komitetu Honorowego uroczystości żałobnych Władysława Gomułki. W latach 1983–1988 członek Prezydium Rady Obywatelskiej Budowy Pomnika Szpitala Centrum Zdrowia Matki Polki. W grudniu 1985 został członkiem Zespołu do przygotowania Projektu Uchwały X Zjazdu PZPR, który odbył się w lipcu 1986. W latach 1986–1989 był członkiem Komisji ds. Wewnątrzpartyjnych oraz Działalności Partii w Organach Przedstawicielskich i Administracji Państwowej Komitetu Centralnego.

## Życie prywatne
Był żonaty; jego małżeństwo skończyło się rozwodem.

## Śmierć i pogrzeb
Zmarł nagle 14 września 2008 i został pochowany na cmentarzu w Łopienniku Nadrzecznym (pow. krasnostawski) 15 września 2008. 19 września przy warszawskim Cmentarzu Komunalnym Północnym (Wólka) odbyły się uroczystości upamiętniające, w których udział wzięli m.in.: Ryszard Chruściak, Andrzej Lepper, Leszek Miller, Józef Oleksy, Zbigniew Siemiątkowski, Zbigniew Sobotka i Ryszard Zięba.